# Tonhão
Tonhão (Sao Paulo, 23 de febrero de 1969-Sao Paulo, 22 de octubre de 2024) fue un futbolista brasileño que jugó en la posición de defensa central.

## Equipos
| Periodo   | Club                           |
| --------- | ------------------------------ |
| 1988-1996 | SE Palmeiras                   |
| 1989      | → Araxá EC (cedido)            |
| 1990–1991 | → Nacional-SP (cedido)         |
| 1996      | → Atlético Paranaense (cedido) |
| 1996      | → SC Internacional (cedido)    |
| 1997      | Inter de Limeira               |
| 1997      | Goiás EC                       |
| 1998      | Arsenal Tula                   |
| 1999      | América-SP                     |
| 1999      | Cerezo Osaka                   |
| 2000      | GE Sãocarlense                 |
| 2001–2002 | Nacional-SP                    |
| 2003      | Guaratinguetá Futebol          |

## Logros
- Campeonato Paulista: 1993, 1994, 1996
- Torneio Rio-São Paulo: 1993
- Campeonato Brasileiro: 1993, 1994